# Conde de Abrantes

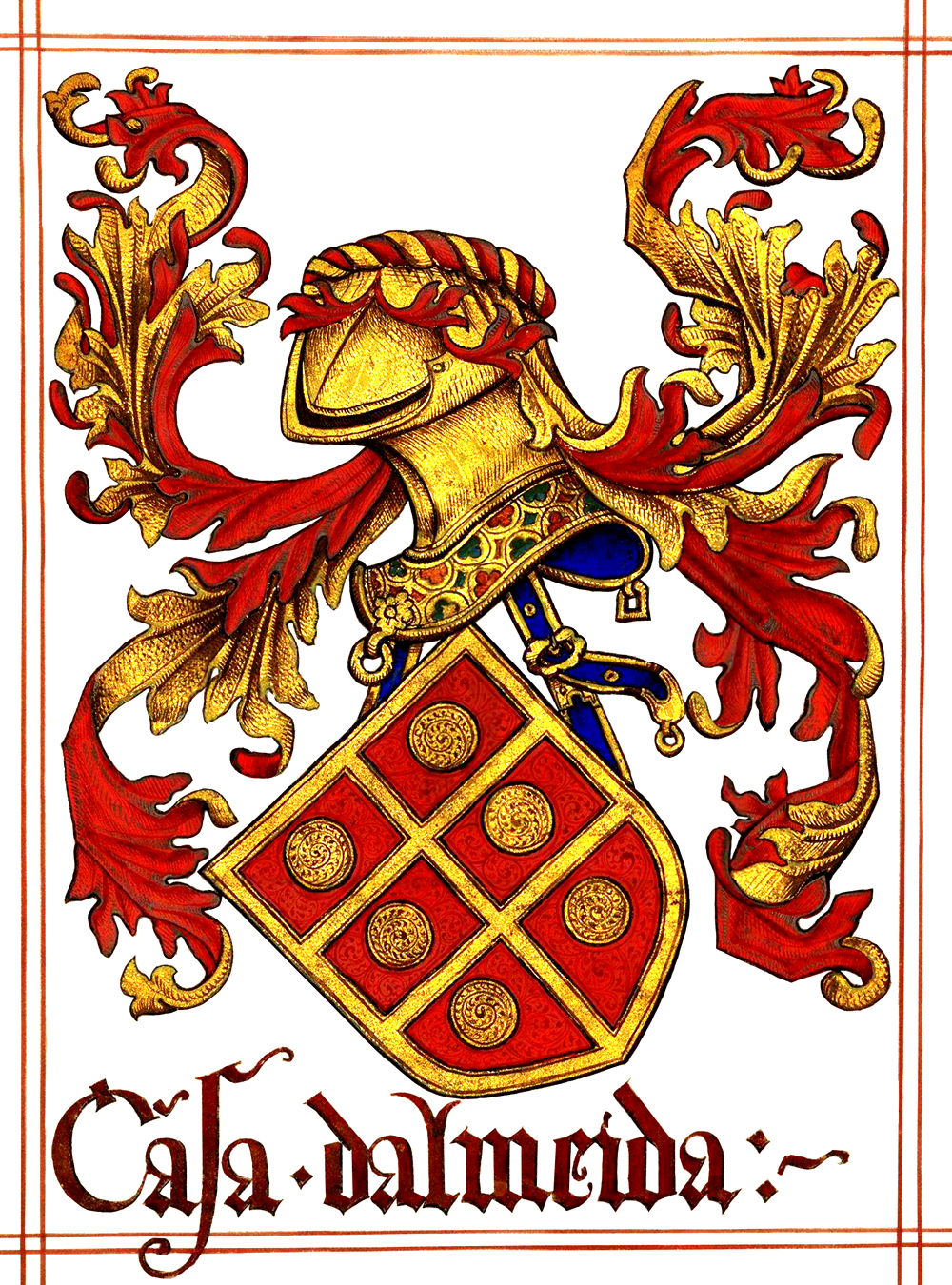
Armas de Almeida chefe, in Livro do Armeiro-Mor (fl 55^{v}) (1509). Armas dos Almeida condes de Abrantes

Conde de Abrantes é um título nobiliárquico português. Foi criado em 13 de Junho de 1476 pelo rei D. Afonso V de Portugal, e atribuído ao seu 4.º primo, D. Lopo de Almeida.
D. Lopo era um parente da Casa Real Portuguesa, uma vez que o seu bisavô era o Infante D. João, Duque de Valência de Campos, filho de D. Pedro I e de Inês de Castro.
Este título extinguiu-se quando o 4.º Conde faleceu sem descendência em 1650.
Anselmo Braamcamp Freire na sua obra Brasões da Sala de Sintra dedica o capítulo XVI, no Vol. II, aos Almeidas, entre eles os Condes de Abrantes.

## Condes de Abrantes (1476)

Brasão dos Condes de Abrantes

### Titulares
- Lopo de Almeida (1416-1486), 1.º conde de Abrantes
- João de Almeida (1445-1512), 2.º conde de Abrantes, filho do anterior
- Lopo de Almeida (1470- ? ), 3.º conde de Abrantes, filho do anterior
- Miguel de Almeida (1575-1650), 4.º conde de Abrantes, 2.º primo do anterior

### Armas
As armas dos Almeidas condes de Abrantes eram: de vermelho, com uma dobre-cruz entre seis besantes, tudo de ouro; bordadura do mesmo metal. Timbre: águia de vermelho, armada e membrada de ouro, e carregada dos seis besantes dos escudo sobre o peito.
As armas aparecem no Livro do Armeiro-Mor (fl 55v), no Livro da Nobreza e Perfeiçam das Armas (fl 11r), no Thesouro de Nobreza (fl 24v, do Conde de Avintes), etc. Podem também ser vistas na Sala de Sintra.

## Resumo genealógico
```
                            
D. Pedro I

                            (1320-1367)
                          Rei de Portugal
                                 |
       __________________________|.............................
       |                         |                            :
       |                         |                            :
 
D. Fernando I
            
Infante D. João
                 
D. João I

  (1345-1383)               (1349-1397)                  (1357-1433)
Rei de Portugal      Duque de Valencia de Campos       Rei de Portugal
       |                  (título espanhol)                   |
       |                         :                            |
       |                         :                            |
       |                         :                            |
  
D. Beatriz
               Pedro da Guerra               
D. Duarte I

  (1372-1408)               (c.1380- ? )                 (1391-1438)
 Rainha 
de jure
                  |                     Rei de Portugal
                                 |                            |
                                 |                            |
                                 |                            |
                            Brites Anes                       |
                           (c.1380-1431)                      |
                   cc.Diogo Fernandes de Almeida              |
                     Alcaide mor de Abrantes                  |
                                 |                            |
                                 |                            |
                          
Lopo de Almeida
            
Casa Real de Portugal

                            (1416-1486)
                        
1º Conde de Abrantes
```

### Condados do século XV
- Conde de Vila Real (1424)
- Conde de Marialva (1440)
- Conde de Odemira (1442)
- Conde de Atouguia (1448)
- Conde de Monsanto (1460)
- Conde de Valença (1464)
- Conde de Caminha (1476)
- Conde de Olivença (1476)
- Conde de Cantanhede (1479)
- Conde da Feira (1481)
- Conde de Alcoutim (1496)
- Conde de Portalegre (1498)